# Шутова Любов Андріївна
Любов Андріївна Шутова (рос. Любовь Андреевна Шу́това; нар. 25 червня 1983 року, Новосибірськ, РРФСР, СРСР) — російська фехтувальниця (шпага), бронзова призерка Олімпійських ігор 2016 року в командній шпазі, дворазова чемпіонка світу та дворазова чемпіонка Європи, призерка чемпіонатів світу та Європи.

## Виступи на Олімпіадах
| Олімпіада   | Дисципліна          | Місце |
| ----------- | ------------------- | ----- |
| Пекін 2008  | індивідуальна шпага | 6     |
| Лондон 2012 | індивідуальна шпага | 17    |
| Лондон 2012 | командна шпага      | 4     |
| Ріо 2016    | індивідуальна шпага | 17    |
| Ріо 2016    | командна шпага      | 3     |